# Schloss Hue de Grais

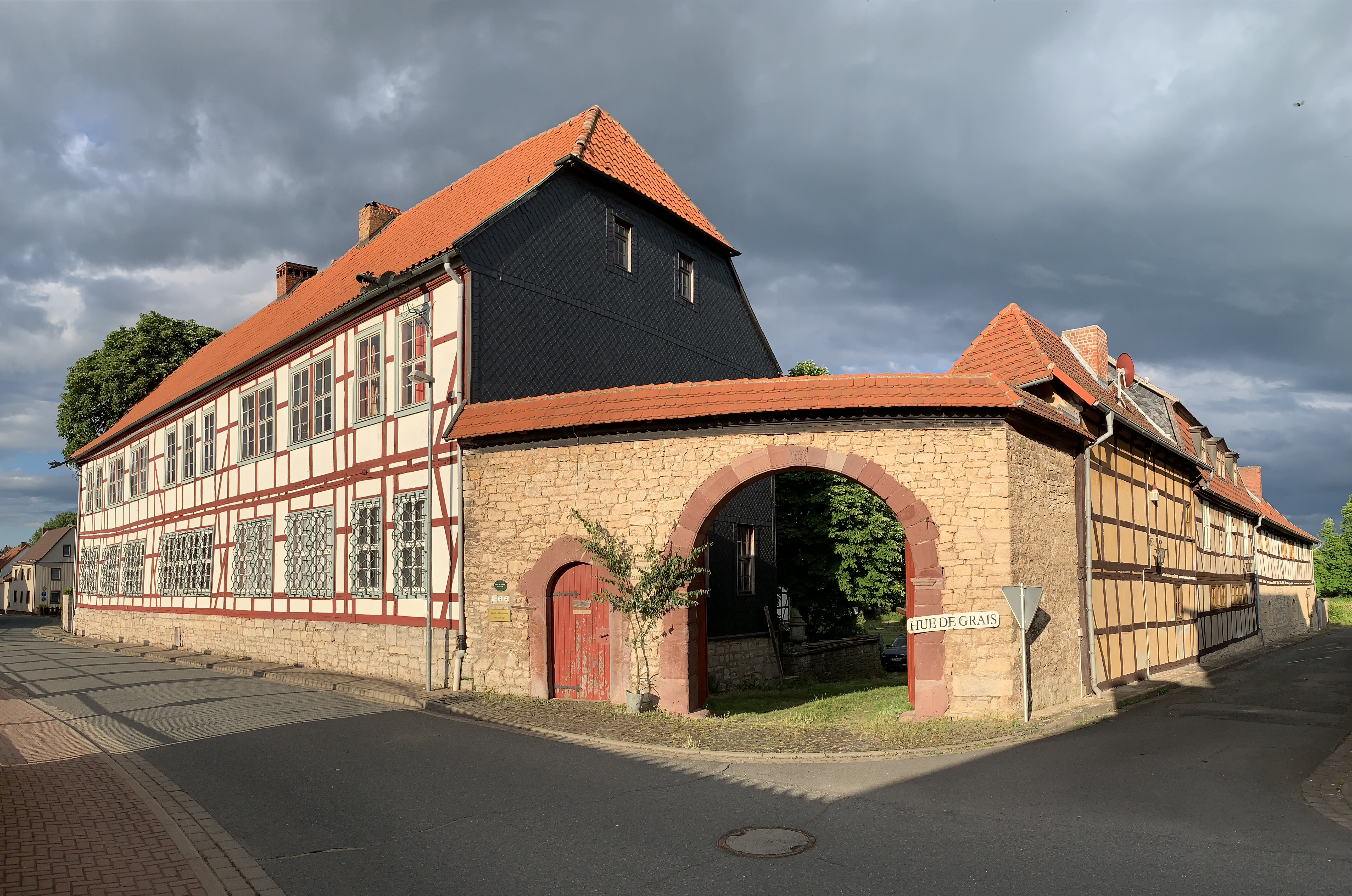
Schloss Hue de Grais in Wolkramshausen, Straßenfront

Das Schloss Hue de Grais, auch als Neuwilckesches Rittergut bekannt, steht in Wolkramshausen im Landkreis Nordhausen in Thüringen.

## Geschichte
Ursprünglich erbaut wurde das Gutshaus eines kleinen Ritterguts von 300 Morgen landwirtschaftlicher Nutzfläche gegen 1680. Von 1720 bis 1722 wurde es im Auftrag von Walrad Ludwig von Wilcke (1687–1747), auf alten Mauerresten neu errichtet. 1752 bis 1754 erfolgte ein Umbau mit Veränderungen des Raumgrundrisses und Aufbau der Zwerchhäuser durch seinen Sohn Wilhelm Ludwig von Wilcke (1721–1785), bei dem das Herrenhaus seine Ausstattung im Rokokostil erhielt. 1764 ließ dieser an der Nordseite im rechten Winkel zum Haupthaus die barocke Bibliothek anbauen. Mehrere Monate lang versehen Künstler vom Dresdner Hof die Wände der Räume auf der Hofseite mit bemalten Leinwandbespannungen. Zu den Motiven zählen neben Landschaften, Seefahrtsszenen und fiktiven Skulpturengalerien auch Szenen nach Watteau.
1782 gelangte das Gut durch Heirat der Wilhelmine von Wilcke (1758–1826) mit Achilles François Ursin Comte Hue de Grais (1734–1799) in den Besitz dieser Familie. Wilhelmine Hue de Grais heiratete nachmals den Offizier Karl Christian Gottlob von Wolffersdorff. Die Hue de Grais blieben unabhängig davon bis 1956 formell Besitzer des Schlosses. Die Hue de Grais sind ein normannisches Adelsgeschlecht, das während der Französischen Revolution aus Frankreich floh und am Hof von Hessen-Kassel Zuflucht fand. Die Familie fand schnell Anerkennung. 1843 vertrat der Graf Hue de Grais mit weiteren Adeligen der Region die Ritterschaft des Eichsfelder Wahlbezirks.
1922 bestanden in Wolkramshausen mehrere Rittergüter. Es gab ein 100 ha Gut des Majors a. D. Max von Burkersroda. Des Weiteren bestand ein 96 ha Gut, genannt Neuer Hof, des Otto Koch. Das Rittergut der Alice von Wilcke mit Wohnsitz in Dessau hatte einen Umfang von etwa 91 ha und wurde durch Thilo von Wilcke geführt. Zum Schloss-Anwesen gehörten 69 ha im Eigentum des Grafen Robert Hue de Grais, die Fläche war verpachtet.
Graf Robert Hue de Grais (1835–1922) war Regierungspräsident des Regierungsbezirks Potsdam und Verfasser des in 26 Auflagen erschienenen Handbuchs der Verfassung und Verwaltung in Preußen und dem Deutschen Reiche. Nach dem Tod von dessen unverheirateter Tochter, Elsa Gräfin Hue de Grais (1876–1956), stand das Schloss von 1956 bis 1990 leer. In der Mitte der 1960er Jahre interessierte sich der Dichter Peter Hacks für das Gebäudeensemble als Sommerwohnsitz. Ab 1980 fanden erste umfangreiche Erhaltungsarbeiten an Gebäude und Park durch den Kulturbund der DDR statt. An der Sanierung des Herrenhauses war auch die Architektin und Denkmalpflegerin Käthe Menzel-Jordan beteiligt.

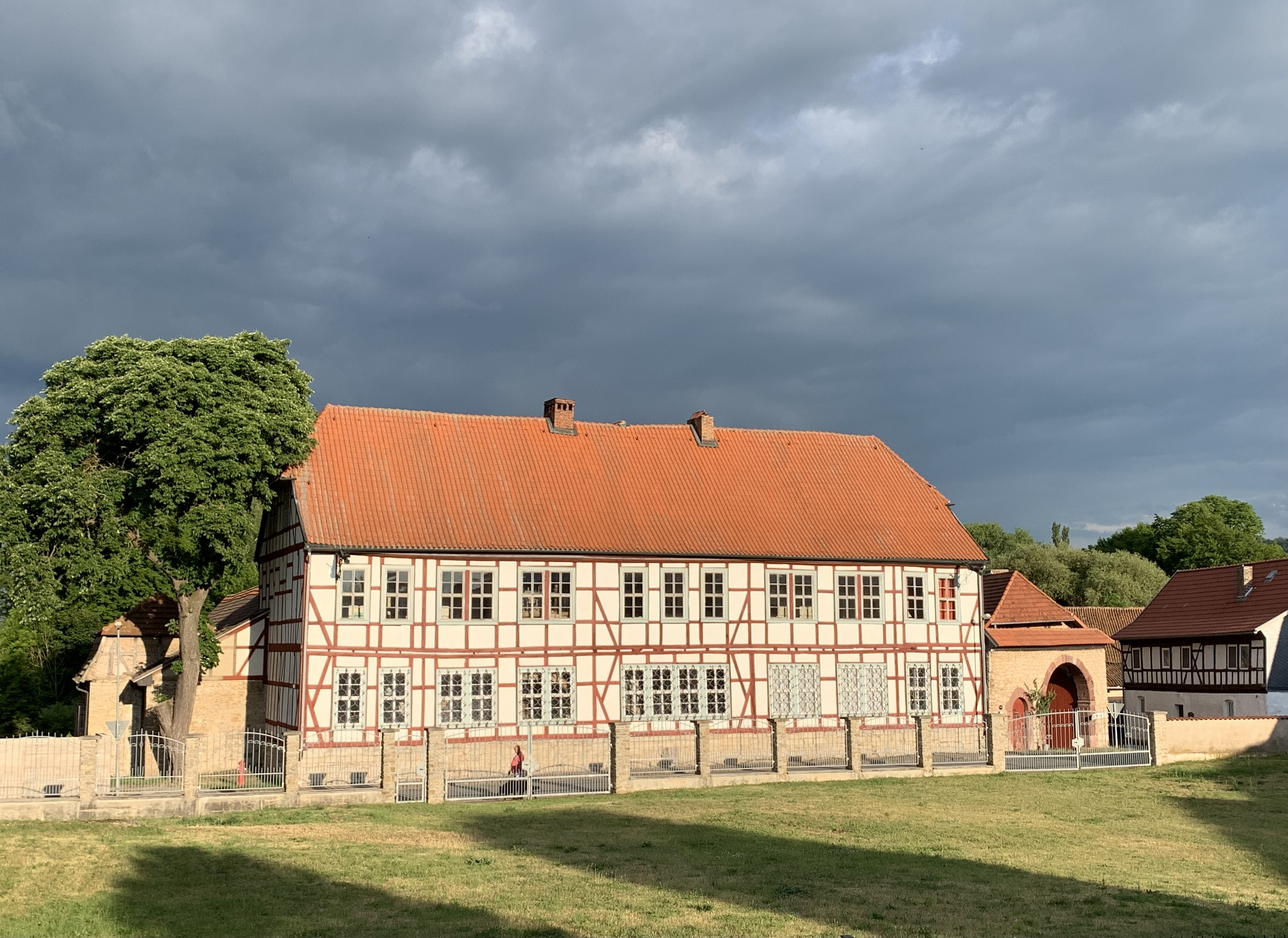
Straßenseite

## Nach der politischen Wende
Von 1990 bis 1993 führten die jetzigen Eigentümer bereits Sanierungsarbeiten durch. 1997 wurde das Herrenhaus mit Bibliothek, Hof und Park der Erbengemeinschaft Hue de Grais zurückgegeben und wird seither von Roberts Urenkel Manfred Werthern bewohnt und saniert.
Die von der Deutschen Stiftung Denkmalschutz (DSD) verwaltete rechtsfähige G. & H. Murmann-Stiftung stellte 2017 für die Konservierung und Wiederanbringung der Leinwandbespannung des sogenannten Schiffszimmers im Obergeschoss des 35.366,80 Euro zur Verfügung.
Die DSD setzt 2018 ihre jahrzehntelange Unterstützung für das Hue de Grais fort. Für die Restaurierung der Wandbespannungen im Landschaftszimmer sollen weitere Mittel folgen.
Im Juni 2021 wurde die in den 1990er Jahren demontierte barocke Sandstein-Freitreppe rekonstruiert. Im Herbst 2023 konnte das sog. „Watteau-Zimmer“ wieder nach historischem Vorbild mit seinen barocken Leinwandbespannungen versehen werden.
Im Jahr 2024 begann eine umfassende Sanierung des barocken Schlossparks. Insbesondere wurde die Wegekonzeption rekonstruiert und die Springbrunnentechnik für eine künftige Nutzung erneuert. Zudem ist der partielle Wiederaufbau der historischen Parkmauer geplant.

## Gebäude, Hofanlage und Park

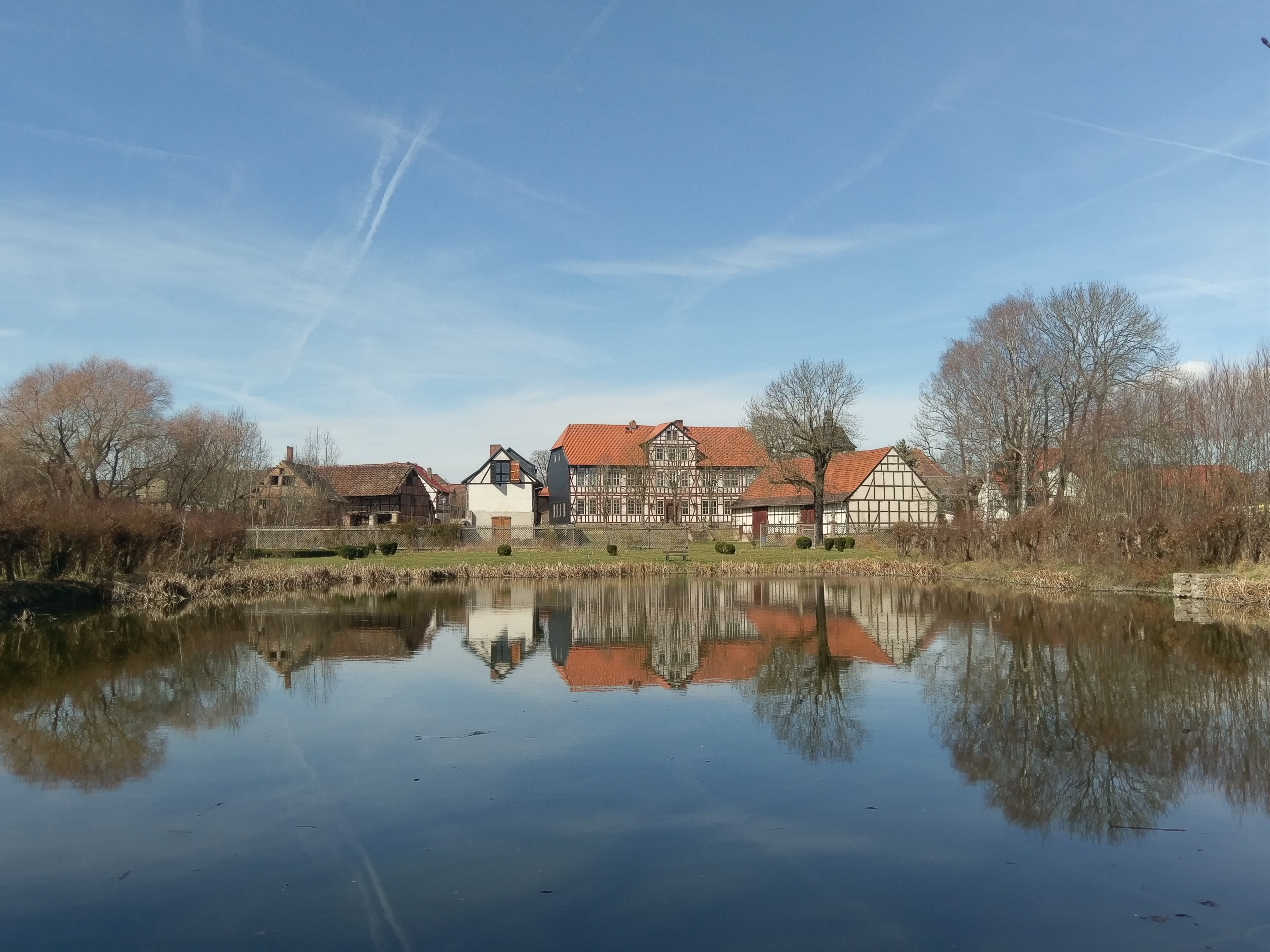
Blick vom Park auf die Anlage

Die dreiseitige Hofanlage mit dem zweigeschossigen barocken Herrenhaus in einfacher Fachwerkbauweise und Bruchsteinsockel sowie Krüppelwalmdach überstrahlt die landwirtschaftlichen Nebengebäude. Die Ostfassade ziert ein Zwerchhaus, auf der Hofseite führt eine Freitreppe auf die dem Haus vorgelagerte Terrasse mit Barockskulpturen.
Die Bibliothek wurde als Massivbau aus behauenem Muschelkalkstein mit Mansardwalmdach und durch Pilaster gegliederter Fassade errichtet. Das Eingangsportal besteht aus behauenem roten Sandstein. Ein segmentbogenförmiger Ziergiebel rahmt das von Wilke/von Wurmbsche Allianzwappen ein.

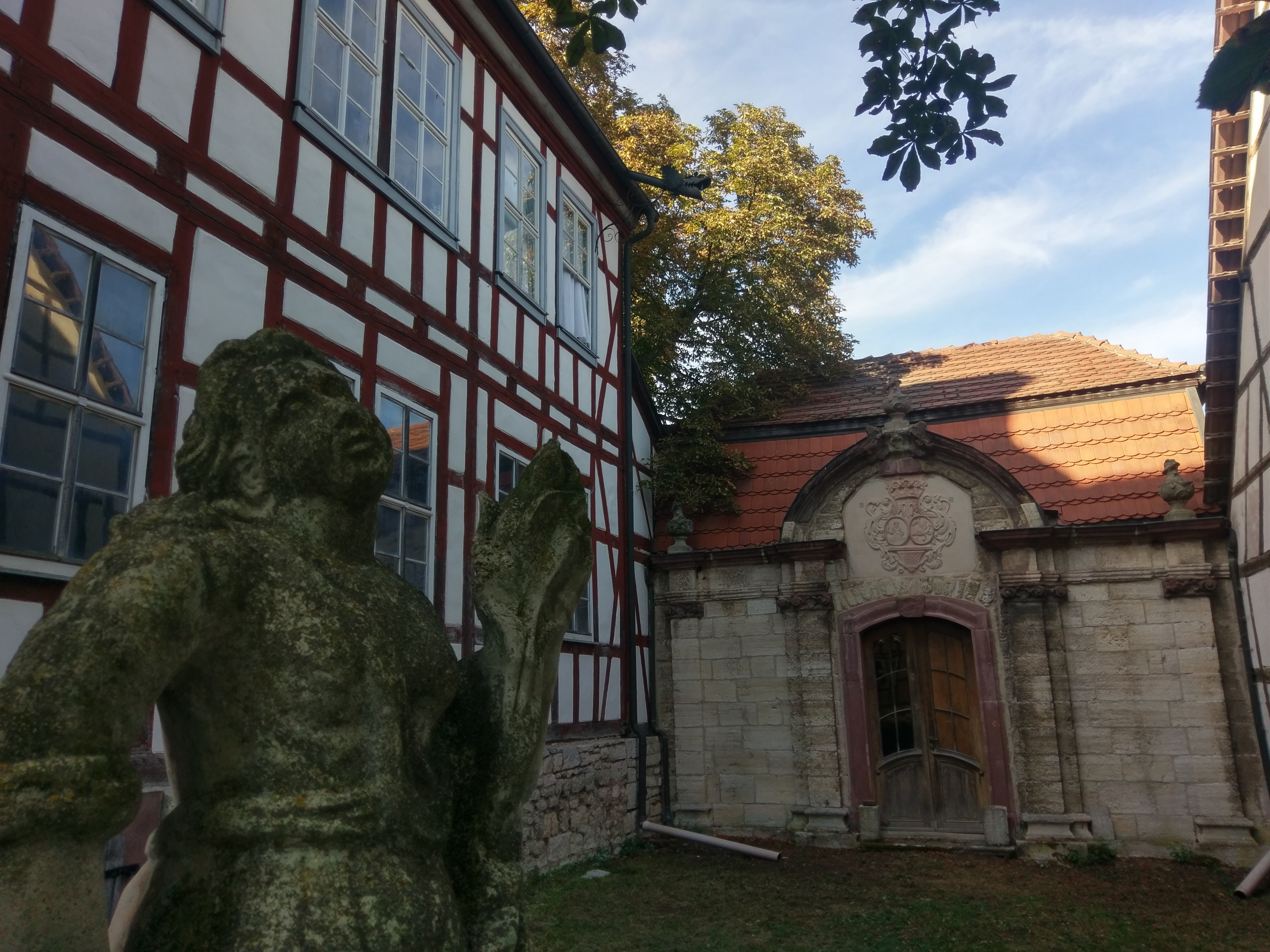
Bibliothek

Die Innenausstattung des Schlosses dokumentiert den Kunstsinn und Geschmack aus der Zeit Augusts des Starken und nachfolgender Jahrzehnte; das Porträt des Königs schmückt das mit Eichenholz vertäfelte Speisezimmer. Auf Grund der Stellung Wilhelm Ludwig von Wilckes als Obrist in sächsischen Diensten waren Künstler des Dresdner Rokoko maßgeblich an der Innengestaltung des Hauses beteiligt. Die Wände fast aller Zimmer wurden mit gemalten Panneaux auf Leinwand in holländischer Art bespannt, geziert mit klassischen Landschaften, Seestücken und Szenen nach Watteau. Das Haus wurde repräsentativ mit Gemälden, Öfen und kostbarem Mobiliar ausgestattet.
An die überdachte Hofeinfahrt mit Schlupfpforte schließen sich die an der Südseite gelegenen Wirtschaftsgebäude aus dem 17./18. Jahrhundert an. Es handelt sich hierbei um zwei einfache Fachwerkhäuser und ein ehemaliges Stallgebäude auf teilweise massiv ausgeführtem Erdgeschoss. Sie dienen heute Wohnzwecken.
Der dreiseitig geschlossene Hof wird durch einen Spalierzaun vom 1992 rekonstruierten barocken Schlosspark abgegrenzt, welcher sich in seinem Aufbau seit 1720 grundlegend verändert hat. In diesem befinden sich Wasserflächen sowie ein Springbrunnen, Hecken, alte Rosenstöcke, Terrassen und Laubengänge. Ursprünglich befand sich in der Südostecke des Parks noch ein Lusthäuschen, welches aber in den 1950er Jahren abgebrochen wurde.